# Referendum w Islandii w 2012 roku
Referendum w sprawie islandzkiej konstytucji odbyło się 20 października 2012.
Referendum miało charakter „doradczy” (było niewiążące), ponieważ zmiana konstytucji Islandii wymaga przyjęcia poprawek przez dwa kolejne parlamenty: w trakcie procesu muszą się odbyć wybory do Althingu.
Głosujący odpowiadali na 6 pytań:
1. Czy chcesz, aby podstawą nowego projektu Konstytucji były propozycje Islandzkiego Zgromadzenia Konstytucyjnego (Stjórnlagaþing)?
2. Czy chcesz, aby w nowej Konstytucji wszelkie zasoby naturalne, niemające prywatnego właściciela, były uznane za własność narodową?
3. Czy chcesz, aby w nowej Konstytucji był zapis o kościele państwowym?
4. Czy chcesz, aby nowa Konstytucja zawierała klauzulę, prowadzącą do tego, by w wyborach do Althingu w większym niż obecnie stopniu oddawano głos na konkretne jednostki?
5. Czy chcesz, aby nowa Konstytucja gwarantowała, że głosy oddane w każdej części Islandii będą miały tę samą wagę?
6. Czy chcesz, aby w nowej Konstytucji zawarty był zapis, że na wniosek określonego odsetka wyborców rozpisuje się w danej sprawie referendum?

W głosowaniu wzięło udział 116.069 osób (frekwencja 48,99%), głosów ważnych oddano 114.570. Na wszystkie pytania większość odpowiedziała pozytywnie.